# Jittiphat Wasungnoen
Jittiphat Wasungnoen (thailändisch จิตติพัฒน์ วะสูงเนิน; * 7. Juni 2005) ist ein thailändischer Fußballspieler.

## Karriere
Jittiphat Wasungnoen stand bis Ende August 2022 beim Drittligisten Nonthaburi United S.Boonmeerit FC unter Vertrag. Der Verein aus der Provinz Nonthaburi spielte in der Bangkok Metropolitan Region der Liga. Hier kam er jedoch nicht zum Einsatz. Die Saison 2022/23 stand er beim Drittligisten Hua Hin City FC unter Vertrag. Für den Verein aus Hua Hin bestritt er 19 Ligaspiele in der Western Region. Im September 2023 unterschrieb er einen Vertrag beim ebenfalls in Hua Hin beheimateten Drittligisten Hua Hin Maraleina FC. Nach acht Ligaspielen in der Western Region wechselte er im Januar 2024 zum Erstligisten PT Prachuap FC. Sein Erstligadebüt für den Verein aus Prachuap gab Wasungnoen am 26. Mai 2024 (30. Spieltag) im Auswärtsspiel gegen den Ratchaburi FC. Bei der 3:0-Niederlage wurde er in der 62. Minute für Nopphon Ponkam eingewechselt.